# Tell Beydar
Tell Beydar (en árabe: تل بيدر, Tall Baidar), es un pueblo y yacimiento arqueológico (tell) de la antigua ciudad de Nabada, en la moderna gobernación de Hasaka, noreste de Siria.
Está conectado por carretera a Al-Darbasiyah en la frontera turca del norte y situado en la Alta Mesopotamia (Al-Yazira), una región llamada “Triángulo de Jabur”, una especie de delta sin mar, formado por afluentes del río Éufrates.

## Historia
Nabada se estableció durante el Período Dinástico Arcaico de Mesopotamia, entre alrededor del 2900-2600 a. C. y hacia el 2500 a. C. ya se había desarrollado como una ciudad-estado independiente de tamaño medio. En ese momento, el poder político y económico de la región se concentraba en unos pocos grandes centros urbanos como Kish, Lagash, Umma, Ur y Uruk en el moderno Irak y Ebla, Mari, Nagar o Urkesh en la actual Siria. Nabada y las ciudades cercanas probablemente sirvieron como estaciones de relevo para las caravanas que viajaban por las antiguas rutas comerciales entre Anatolia y el sur de Mesopotamia. Nabada se convirtió en una capital provincial bajo un reino centrado en Nagar, ahora Tell Brak. Después de que los acadios conquistaran la región de la Alta Mesopotamia, Nabada se convirtió en un puesto avanzado de su imperio (c. 2330 a. C.).
La ciudad fue abandonada hasta que la volvieron a ocupar los hurritas durante un tiempo alrededor del 1400 a. C. y nuevamente en los períodos neoasirio y helenístico.

## Arqueología
El yacimiento de Tell Beydar contiene el primer asentamiento circular de seiscientos metros de diámetro que encierra un área de aproximadamente veintiocho hectáreas. Un muro de cinco metros de espesor construido sobre un terraplén elevado protegía la ciudad. La ocupación hurrita y neoasiria llegaba hasta cerca de 50 hectáreas. En la parte superior del tell existe un asentamiento helenístico. La ciudad vivió su apogeo durante los siglos XXV-XXIV a. C. y se han descubierto de ese período dos palacios, cinco templos, varios edificios agrícolas y casas. En el centro de la ciudad existía una acrópolis en la que se concentraban los edificios públicos más importantes. Además de los hallazgos arquitectónicos y de cerámica de la excavación, se han recuperaron casi 250 tablillas de arcilla y fragmentos cuneiformes tempranos, que datan del período presargónico. Las tablillas son principalmente registros agrícolas, con textos administrativos, estableciéndose algunos sincronismos con Tell Brak. El idioma utilizado en las tablillas es una variante del idioma acadio semítico y los nombres personales a los que se hace referencia también eran semíticos.
 También se han recuperado varios sellos de arcilla.
Tell Beydar ha sido excavado por un equipo conjunto sirio y europeo formado por el Centro Europeo de Estudios de la Alta Mesopotamia y la Dirección General de Antigüedades y Museos de Siria, durante 17 temporadas, comenzando en 1992 y terminando en 2010. También hubo varias temporadas dedicadas a la restauración. Los equipos están dirigidos por Marc Lebeau (Bruselas) y Antoine Suleiman (Damasco).
También han participado en las excavaciones otras importantes instituciones, como el Instituto Oriental de la Universidad de Chicago. Los hallazgos de Tell Beydar se exhiben en el Museo de Deir ez-Zor.